# Nicolae Popa (profesor)
Nicolae Popa (n. 1 septembrie 1939, Mihăești, România – d. 26 noiembrie 2024) a fost un jurist român care a deținut demnitatea de judecător la Curtea Constituțională a României (1996-2004).
În perioada 2004-2009 a fost președinte al Înaltei Curți de Casație și Justiție.

## Biografie
Nicolae Popa s-a născut la data de 1 septembrie 1939 în Govora (județul Vâlcea). A absolvit în anul 1960 Facultatea de Drept a Universității din București, obținând apoi și titlul științific de doctor în drept al aceleiași universități în anul 1975. 
După absolvirea Facultății, a fost angajat drept cadru didactic universitar la  Facultatea de Drept a Universității din București, începând din anul universitar 1960-1961. A urcat pe rând treptele ierarhiei didactice până la cea de profesor universitar. El a predat cursurile de Teoria generală a dreptului și de Sociologie juridică.
A absolvit apoi Seminarul internațional de drept și instituții legale americane de la Salzburg (Austria). A îndeplinit de asemenea și funcțiile de membru în Consiliile profesorale ale Facultății de Drept a Universității București și a Facultății de Drept „Nicolae Titulescu” din București. Din anul 2003, este Doctor Honoris Causa al Universității București. În plus, prof. dr. Nicolae Popa este și conducător de doctorat în domeniul drept.
Între anii 1993-1996, a fost consilier prezidențial pentru probleme legislative și juridice la Administrația Prezidențială, fiind numit în această funcție de către fostul președinte Ion Iliescu. 
În anul 1996, Nicolae Popa a fost numit de către Președintele României în demnitatea de judecător la Curtea Constituțională a României, pentru a completa mandatul lui Ioan Deleanu, care demisionase. În perioada 2001-2004, judecătorul Nicolae Popa a deținut funcția de președinte al Curții Constituționale.
Mandatul său de judecător a expirat în anul 2004. 
În anul 2000, a fost decorat de către președintele României, Emil Constantinescu, cu Ordinul "Pentru Merit" în grad de Mare Cruce.
La data de 12 iulie 2004, Nicolae Popa a fost ales ca președinte al Înaltei Curți de Casație și Justiție a României, deși nu îndeplinea cei 18 ani de activitate ca magistrat ceruți de lege. El a depus jurământul în fața președintelui României, Ion Iliescu, la 14 iulie 2004. În data de 14 septembrie 2009 sfârșește mandatul său.

## Activitatea științifică și distincții obținute
Nicolae Popa este autorul unui număr mare de studii și articole în domeniul dreptului, precum și a unor cursuri și monografii de teoria generală a dreptului și de sociologie juridică, dintre care menționăm următoarele:
- "Mică Enciclopedie de Politologie" (Ed. Științifică și Enciclopedică, București, 1977) - coautor;
- "Constituția României. Cunoștințe despre stat și drept" (Ed. Didactică și Pedagogică, București, 1979) - redactor responsabil și coautor;
- "The Political System of Romania" (Ed. Științifică, București, 1979) - coautor;
- "Prelegeri de sociologie juridică" (Tipografia Universității București, 1983);
- "Law and Rights" (edited by Vincenzo Ferrari, Milano-Dott. A. Giuffre Editore, 1991) - coautor;
- "Teoria generală a dreptului" (prima ediție, 1992, ultima ediție, a VII-a, 2002, Ed. All Beck, 300 p.);
- "Partidele Politice" (Ed. Monitorul Oficial, 1993) - coautor;
- "Sociologie juridică" (Ed. Universității București, 1997, reeditată în anul 2003) - coautor;
- "Filosofia dreptului. Marile curente" (Ed. All Beck, 2002) -coautor;
- "Ideea curgerii timpului și consecințele ei juridice" (Ed. All Beck, 2002) - coautor;
- "Pentru o teorie generală a statului și dreptului" (Ed. Arvin Press, 2003) - coautor;
- "Drept civil. Contracte speciale" (Ed. All Beck, 2004) - coautor;
- "Jurisprudența Curții Constituționale și Convenția Europeană a drepturilor omului" (Ed. Monitorul Oficial, 2005) - coautor;
- "Teoria generală a dreptului (Sinteze pentru seminar)" (Ed. All Beck, 2005) - coautor.

A participat la numeroase conferințe internaționale pe teme de drept constituțional și organizare judiciară (Paris, Karlsruhe, Strasbourg, Bruxelles, Moscova, Varșovia, Praga, Antalia, Erevan, Washington, Madrid, Lisabona).
Pentru activitatea sa științifică, prof. dr. Nicolae Popa a obținut următoarele distincții:
- Laureat al Academiei Române (premiul Simion Bărnuțiu) în 1975 și 2004;
- Ordinul Național „Pentru Merit” în Grad de Mare Cruce (2000), conferit de către Președintele României;
- Premiul „Istrate Micescu” al Uniunii Juriștilor din România, pentru lucrarea „Filosofia dreptului. Marile curente” (2002);
- „Titlul de excelență” și „Diploma de excelență” acordate de Asociația Națională a Tinerilor Juriști din România (2003);
- Nominalizat în Enciclopedia Marilor Personalități, vol.V, Contemporanii (K-Z) (Ed. Geneze, 2003, p.235-238).